# چدراسکو
چدراسکو (به ایتالیایی: Cedrasco) یک کومونه در ایتالیا است که در استان سوندریو واقع شده‌است.

## خصوصیات
چدراسکو ۱۴٫۸ کیلومترمربع مساحت و ۴۷۶ نفر جمعیت دارد.